# Growing Up (Hi-Standard)
Growing Up è il primo album della punk band giapponese Hi-Standard pubblicato dalla Fat Wreck Chords in occidente.

## Tracce
Versione occidentale
1. Summer of Love
2. Wait For the Sun
3. Who'll Be Next
4. Lonely
5. Saturday Night
6. I'm Walking
7. Maximum Overdrive
8. Growing Up
9. Tell Me Something, Happy News
10. New Life
11. Since You Been Gone
12. Kiss Me Again
13. Sunny Day
14. In the Brightly Moonlight

## Formazione
- Ken Yokohama – voce, chitarra
- Akihiro Nanba – voce, basso
- Akira Tsuneoka – batteria